# 尤特帕克 (新墨西哥州)
尤特帕克（英語：Ute Park）是位於美國新墨西哥州科爾法克斯縣的普查規定居民點。

## 人口
根據2020年美國人口普查的數據，尤特帕克的面積為8.79平方千米，皆為陸地。當地共有人口63人，而人口密度為每平方千米7.17人。